# Bryan Herta

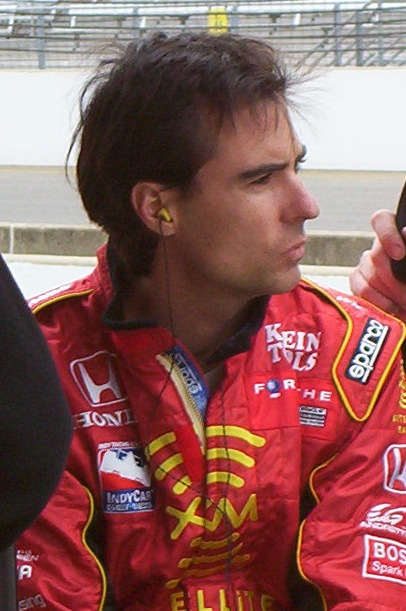
Bryan Herta (2004)

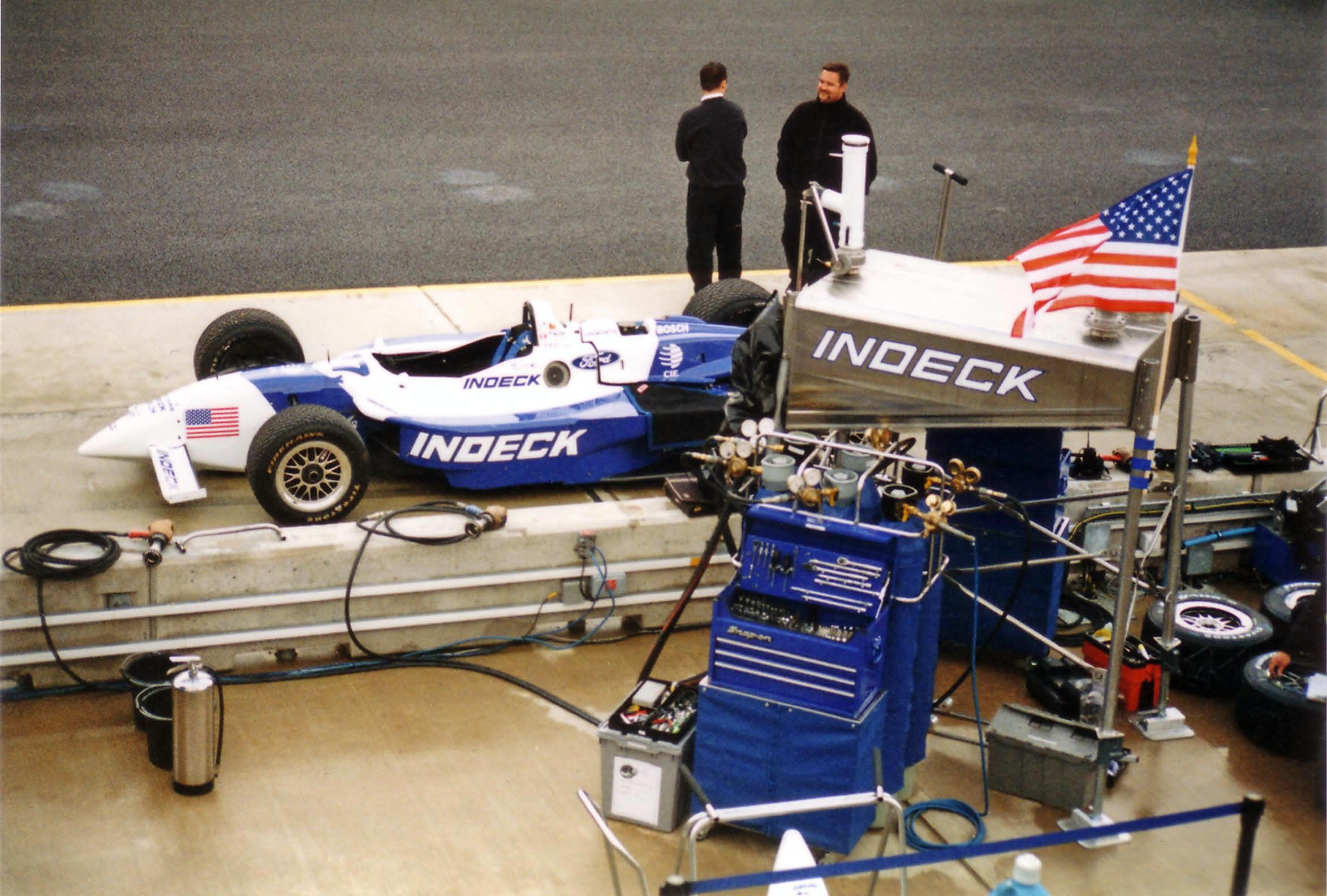
Bryan Hertas CART-Forsythe-Reynard aus dem Jahre 2001

Bryan John Herta (* 23. Mai 1970 in Warren, Michigan) ist ein US-amerikanischer Automobilrennfahrer.

## Karriere
Von 1994 bis 2001 fuhr Herta in der Champ-Car-Serie, unter anderem für Teamchefs wie Chip Ganassi, Bobby Rahal und Gerald Forsythe. In den Jahren 1998 und 1999 gewann er jeweils das Rennen in Laguna Seca. Bei beiden Rennen startete er von der Pole-Position. Im Jahr 1996 führte er das Rennen in Laguna Seca ebenfalls bis zur letzten Runde an, bis Alessandro Zanardi ihn in der berühmten „Korkenzieher“-Schikane auf spektakuläre Art überholte. Bei der Zufahrt zur Schikane setzte sich Zanardi links neben Herta, wich dann bei der Ausfahrt aus der Schikane über den Schmutz aus und setzte sich so vor Herta. Dieses Überholmanöver ging als „The Pass“ in die Champ-Car-Geschichte ein.
2003 holte er in seinem erst dritten IRL-Start seinen ersten Sieg auf dem Kansas Speedway, nachdem er bei Andretti Green Racing den verletzten Dario Franchitti ersetzte. Das Team behielt ihn auch für die Saison 2004 und erweiterte das Team auf vier Fahrzeuge. 2005 holte Herta auf dem Michigan International Speedway seinen zweiten IRL-Sieg, bei dem er seinen Teamkollegen Dan Wheldon knapp schlagen konnte.
Anfang des Jahres 2006 fuhr er in Laguna Seca und in Monterrey für das Team der USA in der A1 Grand Prix-Serie, bevor er zu Beginn der IRL-Saison wieder zu Andretti Green Racing zurückkehrte. In der Saison 2007 fuhr er in der American Le Mans Series für Andretti Green Racing in der LMP2-Kategorie.
Aktuell setzt Herta mit seinem eigenen Team Bryan Herta Autosport ein Fahrzeug in der Firestone Indy Lights ein. 2010 kam das Team zum ersten Einsatz beim Indianapolis 500. 2011 gelang Dan Wheldon der erste Sieg auf dieser Strecke.

## Persönliches
Sein Sohn Colton Herta ist ebenfalls Automobilrennfahrer.

## Statistik

### Le-Mans-Ergebnisse
| Jahr | Team             | Fahrzeug    | Teamkollege   | Teamkollege   | Platzierung | Ausfallgrund |
| ---- | ---------------- | ----------- | ------------- | ------------- | ----------- | ------------ |
| 2002 | Panoz Motorsport | Panoz LMP-1 | Jan Magnussen | David Brabham | Ausfall     | Motorschaden |

### Sebring-Ergebnisse
| Jahr | Team                       | Fahrzeug      | Teamkollege       | Teamkollege          | Platzierung            | Ausfallgrund    |
| ---- | -------------------------- | ------------- | ----------------- | -------------------- | ---------------------- | --------------- |
| 2002 | Panoz Motor Sports         | Panoz LMP01   | David Donohue     | Bill Auberlen        | Rang 8                 |                 |
| 2003 | Team Nasamax               | Reynard 01Q   | Romain Dumas      | Robbie Stirling      | Ausfall                | Motorschaden    |
| 2007 | Andretti Green Racing Inc. | Acura ARX-01a | Marino Franchitti | Tony Kanaan          | Rang 2 und Klassensieg |                 |
| 2008 | Andretti Green Racing      | Acura ARX-01b | Marco Andretti    | Christian Fittipaldi | Ausfall                | Motor überhitzt |